# Loop-I-Superblase

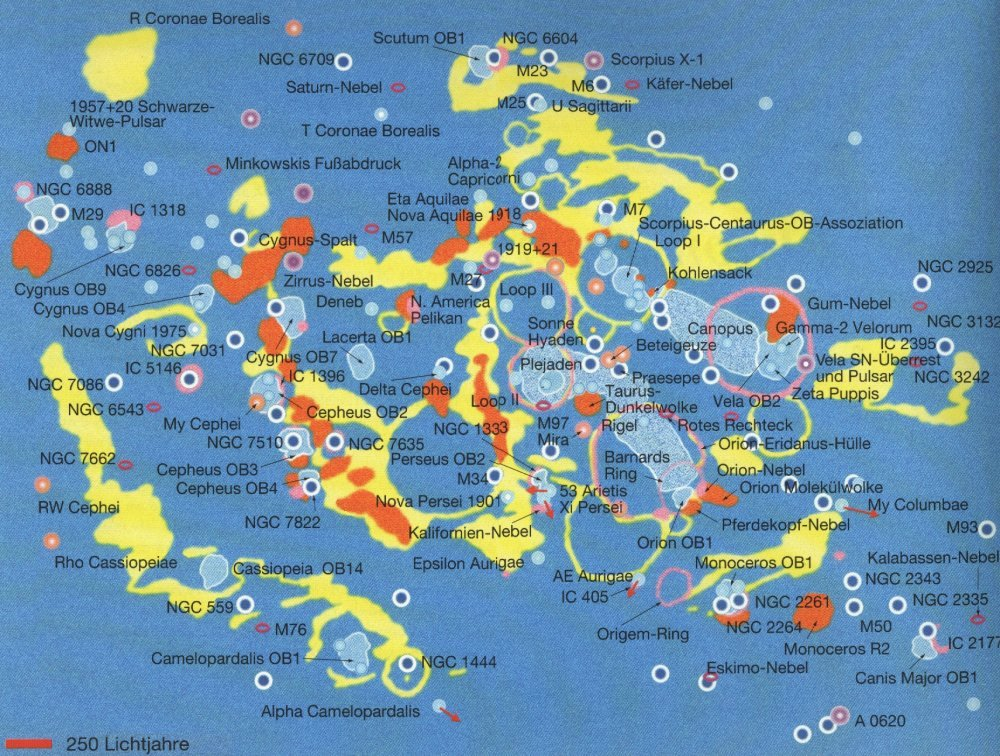
Loop I (rechts, oberhalb Bildmitte) und benachbarte Regionen im Orionarm.

Die Loop-I-Superblase ist ein sphärisches Gebiet von etwa 400 bis 500 Lichtjahren Durchmesser im interstellaren Raum, dessen Zentrum etwa 300 Lichtjahre von der Sonne entfernt im Sternbild Zentaur liegt. Die Blase wird von einer Hülle aus neutralem Wasserstoff (H-I-Gebiet) begrenzt, die von den im Zentrum befindlichen heißen OB-Sternen der Scorpius-Centaurus-Assoziation geformt wurde und fortgesetzt auseinandergetrieben wird. Die Region innerhalb der Blase ist weitgehend staubfrei. Ein bekannter Stern in dieser Region ist der Rote Überriese Antares.
Die Superblase erstreckt sich am Nachthimmel über ein Gebiet von fast 90° zwischen den Sternbildern Schlangenträger und Kiel des Schiffs, ist jedoch bis auf einige dunkle Objekte am Rand und die im Inneren befindlichen Sternassoziationen nicht zu sehen.
Der Rand von Loop-I enthält dichte Molekülwolken, darunter Dunkelwolken wie den Kohlensack im Sternbild Kreuz des Südens und die Rho-Ophiuchi-Dunkelwolke.
Die Loop-I-Superblase grenzt an die Lokale Blase, die von unserem Sonnensystem seit mehreren Millionen Jahren durchquert wird.